# Stéphanie Mugneret-Béghé
Stéphanie Mugneret-Béghé, née le 22 mars 1974 à Dijon, est un footballeuse française qui évoluait au poste de milieu de terrain. Elle compte 115 sélections pour 14 buts en équipe de France. 

## Biographie
Lors de son passage à l'US Villers-les-pots, elle remporte le championnat de France. 
En club, elle porte les couleurs du Juvisy FCF de 1994 à 2003 et évolue dans la WUSA avec les Boston Breakers en 2003 avant de retrouver Juvisy en 2004-2005. 
Avec Juvisy, elle remporte trois titres de championne de France en 1996, 1997 et 2003 et gagne le Challenge de France féminin 2004-2005.
Après sa carrière de joueuse, elle commence une carrière d'entraîneur en prenant en charge l'équipe première féminine de l'AS Bon Conseil.
Elle entraîne l'équipe senior féminine de l'École Sportive du 16e à Paris depuis 2008.